# Massetognathus ochagaviae
Massetognathus ochagaviae — вид травоїдних цинодонтів родини Траверсодонтиди (Traversodontidae). Скам'янілі рештки виду знайдені у відкладеннях формування Санта-Марія на півдні  Бразилії. Описаний по добре збережених рештках черепа (голотип PV 0225 T(G)). Цинодонт мешкав у середині тріасового періоду (242–235 млн років тому). Крім того, у 2015 році було виявлено частину посткраніального скелету (хребці, плечова кістка, ключиця, стегно) та кілька зубів, що дало змогу ідентифікувати рештки як представника виду.